# Nimfa surprinsă
Nimfa surprinsă este o pictură în ulei pe pânză din 1861 realizată de pictorul francez Édouard Manet. Modelul a fost Suzanne, pianistă și iubita sa secretă pentru câțiva ani de zile, cu care s-a căsătorit doi ani mai târziu. Pictura este o lucrare importantă în opera lui Manet, marcând începutul unei noi perioade în cariera sa artistică și, în general, în istoria modernismului în pictura franceză. Acum se află la Museo Nacional de Bellas Artes din Buenos Aires și este considerat ca unul dintre tablourile importante din muzeu. Manet a ținut mult la acest tablou, care a rămas în posesia artistului întreaga sa viață și există dovezi care indică faptul că Manet a considerat acest tablou drept una dintre lucrările sale cele mai importante.

## Istoria
Modelul tabloului este iubita lui Édouard Manet, care a fost și profesoara sa de pian, fata olandeză Suzanne Leenhoff, cu care a avut o aventură amoroasă secretă. Această poveste de dragoste s-a desfășurat în timp ce tânărul Manet trăia încă în casa părinților săi. Fata era cu trei ani mai mare decât Manet, în vârstă de 17 ani, iar relația lor a fost ținută secretă de familia sa mult timp. Manet și Suzanne s-au căsătorit după zece ani de relație în 1863, doi ani după finalizarea acestui tablou în 1861. Relația a durat de-a lungul vieții lor.
Nimfele erau spirite feminine ale naturii, zeități feminine din mitologia greacă, adesea înfățișate ca femei tinere, care locuiesc în munți și păduri mici, prin izvoare și râuri. Mai mulți autori consideră că ideea tabloului este similară cu Susanna și bătrânii, tabloul lui Rembrandt, considerând că numele modelului este Suzanne, era olandeză, iar poziția personajului este identică cu cea din tablou. Manet a păstrat acest tablou în atelierul său. Pictura a fost expusă la Salon des Artistes Français în 1865. Acest tablou a fost pictat cu doi ani înainte de Micul dejun la iarbă verde și Olympia. Pictura a fost achiziționată de Museo Nacional de Bellas Artes și este orezentată ca una din atracțiile principale ale muzeului.